# Teoria da conspiração da Big Pharma
A teoria da conspiração da Big Pharma é um grupo de teorias da conspiração que afirmam que a comunidade médica em geral e as empresas farmacêuticas em particular, especialmente grandes indústrias, operam com objetivos sinistros e contra o bem público, e que ocultam tratamentos eficazes, ou mesmo causam ou agravam uma ampla gama de doenças com o único propósito de obter lucro financeiro. Variações específicas da teoria da conspiração incluem a alegação de que remédios alternativos naturais para problemas de saúde estão sendo suprimidos, a alegação de que os medicamentos para o tratamento do HIV/AIDS são ineficazes e prejudiciais, a alegação de que uma cura para todos os cânceres foi descoberta, mas está oculta do público, e afirma que as vacinas contra a COVID-19 são ineficazes e que curas alternativas estão disponíveis para a COVID-19. Em cada caso, os teóricos da conspiração culparam a busca por lucros das empresas farmacêuticas. Vários autores mostraram que essas afirmações eram falsas, embora alguns desses autores sustentem que outras críticas à indústria farmacêutica são legítimas.

## História e definição
O termo Big Pharma é usado para se referir coletivamente à indústria farmacêutica mundial. De acordo com Steven Novella, o termo passou a conotar uma forma demonizada da indústria farmacêutica. O professor de redação, Robert Blaskiewicz, escreveu que os teóricos da conspiração usam o termo Big Pharma como "uma abreviação para uma entidade abstrata que compreende corporações, reguladores, ONGs, políticos e, muitas vezes, médicos, todos com um dedo na torta de medicamentos de prescrição de um trilhão de dólares".
De acordo com Blaskiewicz, a teoria da conspiração da Big Pharma tem quatro características clássicas de uma teoria conspiratória: primeiro, a suposição de que a conspiração é perpetrada por uma pequena cabala malévola; em segundo lugar, a crença de que o público em geral ignora a verdade; em terceiro lugar, que seus crentes tratem a falta de evidência como evidência; e, finalmente, que os argumentos usados em apoio à teoria são irracionais, mal concebidos ou de outra forma equivocados.

## Manifestações da teoria
A teoria da conspiração tem uma variedade de diferentes manifestações específicas. Cada uma tem narrativas diferentes, mas sempre colocam as grandes empresas farmacêuticas como o vilão da paz.
Em Natural Cures 'They' Don't Want You to Know About, Kevin Trudeau alega que existem curas totalmente naturais para doenças graves, incluindo câncer, herpes, artrite, AIDS, doença de refluxo gastroesofágico, várias fobias, depressão, obesidade, diabetes, esclerose múltipla, lúpus, síndrome da fadiga crônica, distúrbio do déficit de atenção, distrofia muscular e que todos estão sendo deliberadamente ocultados e suprimidos do público por órgãos reguladores governamentais como a Food and Drug Administration, a Federal Trade Commission e as principais empresas alimentícias e farmacêuticas.
Em uma coluna de 2006 para a Harper's Magazine, a jornalista Celia Farber afirmou que o medicamento anti-retroviral nevirapina era parte de uma conspiração do "complexo médico-científico" para espalhar drogas tóxicas. Farber disse que a AIDS não é causada pelo HIV e que a nevirapina foi administrada de forma antiética a mulheres grávidas em testes clínicos, levando à morte. As teorias e afirmações de Farber foram refutadas por cientistas, mas, de acordo com Seth Kalichman, a publicidade resultante representou um momento revolucionário para o negacionismo da VIH/SIDA.
A ideia de que a grande indústria farmacêutica tem uma cura para o câncer e está suprimindo-a para que possam manter os lucros foi considerada por até 27% da população dos Estados Unidos, de acordo com uma pesquisa de 2005. O argumento é que as empresas farmacêuticas estão desacelerando as pesquisas para uma cura abrangente para o câncer, desenvolvendo tratamentos de alto lucro e de propósito único, em vez de se concentrar em uma suposta cura para todos os cânceres. O argumento é que as empresas farmacêuticas estão desacelerando as pesquisas para uma cura abrangente para o câncer, desenvolvendo tratamentos de alto lucro e de propósito único, em vez de se concentrar em uma suposta cura para todos os cânceres.

## Recepção
Uma afirmação comum entre os proponentes da teoria da conspiração é que as empresas farmacêuticas suprimem pesquisas negativas sobre seus medicamentos pressionando financeiramente pesquisadores e periódicos. O cético Benjamin Radford, embora admita que há "certamente um grão de verdade" nessas afirmações, observa que há, de fato, artigos críticos de drogas específicas publicados em periódicos importantes regularmente. Um exemplo proeminente e recente observado por Radford é uma revisão sistemática publicada no British Medical Journal que mostra que o paracetamol é ineficaz para a dor lombar e tem eficácia mínima para a osteoartrite.
Em seu livro de 2012, Bad Pharma, Ben Goldacre critica fortemente a indústria farmacêutica, mas rejeita qualquer teoria da conspiração. Ele argumenta que os problemas são "perpetrados por pessoas comuns, mas muitas delas podem nem saber o que fizeram".
Steven Novella escreve que, embora a indústria farmacêutica tenha uma série de aspectos que justamente merecem críticas, sua "demonização" é cínica e intelectualmente preguiçosa. Ele passa a considerar que ataques exagerados à "Big Pharma" na verdade deixam a indústria farmacêutica "fora de perigo", uma vez que distraem e mancham as críticas mais ponderadas. Ele também escreveu, no website Skepticblog, sobre o mal-entendido geral e a sensacionalização da pesquisa do câncer que normalmente acompanha uma mentalidade conspiratória. Ele aponta que as curas para o câncer, em vez de ficarem escondidas, não são as curas que são inicialmente alardeadas pela mídia e resultam em um beco sem saída, em novos objetivos de pesquisa ou em uma diminuição na taxa de mortalidade para um tipo específico de câncer.
Dave Roos e Oliver Childs criticaram a ideia de que reter a cura do câncer resultaria em mais lucro do que apresentar uma. Dina Fine Maron observa ainda que esta visão ignora amplamente o fato de que o câncer não é uma única doença, mas muitas, e o fato de que grandes avanços foram feitos na luta contra o câncer.
Em 2016, David Robert Grimes publicou um artigo de pesquisa elaborando sobre a inviabilidade matemática das teorias da conspiração em geral. Ele mostrou especificamente que se houvesse uma grande conspiração farmacêutica para ocultar a cura do câncer, ela seria exposta após cerca de 3,2 anos devido ao grande número de pessoas necessárias para mantê-la em segredo.
Em 2020, devido à pandemia de COVID-19, surgiram novas conspirações sobre as origens da doença, como alegar que o vírus teria sido criado em laboratório. No entanto, fortes evidências sugerem que o vírus causador da doença, o SARS-CoV-2, é uma cepa de evolução natural pertencente à subfamília dos coronavírus.